# Flora Brovina

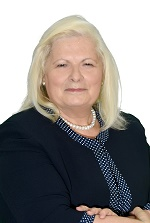
Offizielles Porträtfoto vom kosovarischen Parlament (2017)

Flora Brovina (Aussprache [ˈflɔˌɾa ˌbɾɔˈviˌna]; * 30. September 1949 in Srbica, SFR Jugoslawien; heute Skënderaj, Kosovo) ist eine kosovarische Politikerin, Dichterin, Feministin und Kinderärztin albanischer Ethnie. Zwischen 2001 und 2019 war sie durchgehend in sechs Legislaturperioden Abgeordnete der Partia Demokratike e Kosovës (PDK) im Parlament des Kosovo.
Sie gehört zu den populärsten Persönlichkeiten der PDK und zu den wichtigsten in der politischen Geschichte des Kosovo. Die mit vielen internationalen Preisen ausgezeichnete Frauenrechtlerin erlangte weltweit Berühmtheit, als sie am 20. April 1999 – mitten im Kosovokrieg – von der serbischen Polizei entführt und erst nach internationalen Aufrufen und nach anderthalb Jahren von der Justiz Serbiens freigelassen wurde. Wegen ihres humanitären Engagements wurde sie auch schon „zweite Mutter Teresa“ genannt.

## Berufliche Karriere
Flora Brovina besuchte die Grundschule in ihrem Geburtsort und ging für die Mittelschule nach Priština. Dort absolvierte sie anschließend ein Grundstudium an der Medizinischen Fakultät der Universität Prishtina. Ein Fachstudium in Pädiatrie folgte an der Universität Zagreb.
In den späten 1990er Jahren arbeitete sie in einer Rehabilitationsklinik für geflüchtete Frauen und Kinder. Nach dem Kosovokrieg 1999 eröffnete sie mit Unterstützung von Oxfam ein Haus für Kriegswaisen mit angeschlossener Pädiatrie.

## Schriftstellerisches Wirken
Zwischen 1973 und 1981 arbeitete sie bei der Zeitung „Rilindja“ in Pristina. Ab dieser Zeit veröffentlichte sie bis in die 2000er Jahre viele Gedichte, große Erfolge waren Vërma emrin tim (Gib mir meinen Namen) 1973, Bimë e zë (Pflanze und Stimme) 1979 und Mat e çmat (Es misst und misst) 1995, die 2001 von Robert Elsie übersetzt wurden.

## Politische Karriere
Im Jahr 1992 gründete Brovina die Lidhja e Gruas Shqiptare („Liga der albanischen Frau“). Sie organisierte regelmäßig Demonstrationen von Frauen, unter anderem jene am 1. und 2. März 1998 vor dem Büro der Vereinigten Staaten und des Roten Kreuzes in Pristina mit rund 2000 Frauen.
Am 20. April 1999 wurde Flora Brovina von der serbischen Polizei festgenommen und ins Gefängnis von Lipjan gebracht, im Juni kam sie ins Gefängnis von Požarevac in Serbien. Im November kam sie vor ein Gericht in Niš, wo sie am 9. Dezember 1999 zu zwölf Jahren Gefängnishaft verurteilt wurde. Die serbische Justiz warf ihr „Verschwörung gegen die Regierung“ und „Terrorismus“ vor. Im Juni 2000 erklärte das serbische Obergericht die Verurteilung jedoch für ungültig und schickte ihren Fall zurück an das vormalige Gericht. Jenes setzte für Mitte November 2000 ein neues Gerichtsverfahren an.
Doch soweit kam es gar nicht, denn in den etwa 18 Monaten seit ihrer Festnahme gab es internationale Solidaritätsbekundungen und Forderungen, sie freizulassen. Die Washington Post, die New York Times, die Nachrichtenagentur Reuters, die ARD und Arte berichteten, teilweise mehrmals, über sie. Funktionäre der UN-Menschenrechtskommission und des International Human Rights Network of Academies and Scholarly Societies schrieben etwa 150 Appelle für Brovina, um den Druck auf die serbische Regierung zu erhöhen. Der Präsident der Parlamentarischen Versammlung des Europarates, David Russell Johnston, sowie Mitglieder der PEN International, wie der irische Lyriker Seamus Heaney, der lucianisch-britische Schriftsteller Derek Walcott, der US-amerikanische Dichter Charles Simic, die österreichische Schriftstellerin Erika Pluhar und andere forderten ihre Freilassung oder bekundeten ihre Solidarität. Am 31. Oktober 2000 wurde sie durch ein Präsidialdekret von Vojislav Koštunica aus ihrer Haft entlassen.
2001 kandidierte sie – entgegen allen Erwartungen, dass dies Hashim Thaçi tun würde – für die Partia Demokratike e Kosovës (PDK) um das Amt des Präsidenten des Kosovo, das seit 1992 Ibrahim Rugova (LDK) innehatte. Sie und ihre Partei unterlagen ihm dann jedoch bei den Parlaments- und Präsidentschaftswahlen.
Flora Brovina kandidierte als Mitglied der PDK bei den Parlamentswahlen 2001, 2004, 2007, 2010, 2014 und 2017 und wurde somit sechsmal als Abgeordnete gewählt. 2019 erklärte sie, dass sie sich von ihrer Partei immer mehr entfremdet und von ihr ausgenutzt fühlte. In jenem Jahr stellte sie sich nicht mehr für eine Wiederwahl zur Verfügung.

## Auszeichnungen
- 1999: Tucholsky-Preis
- 2000: Barbara Goldsmith Freedom to Write Award von PEN America
- 2000: Jonathan Mann Award for Health & Human Rights der Ärzte der Welt
- 2000: Preis für Zivilcourage der Heinrich-Böll-Stiftung
- 2001: Preis der California Academy of Sciences
- 2001: Millennium Peace Prize for Women des Entwicklungsfonds der Vereinten Nationen für Frauen

## Werke

### Gedichtbände
- Vërma emrin tim. Rilindja, Pristina 1973.
- Bimë e zë. Rilindja, Pristina 1979.
- Luleborë. Naim Frashëri, Tirana 1987.
- Mat e çmat. Rilindja, Pristina 1995.
- Thirrje e Kosovë. Buzuku, Pristina 1999.
- Flora Brovina: Call me by my name. Poetry from Kosova in a bilingual Albanian-English edition. Gjonlekaj Publishing, New York 2001, ISBN 1-891654-08-X (englisch, 165 S., Auszüge [abgerufen am 23. Dezember 2022] albanisch: „Vërma emrin tim“, „Bimë e zë“ und „Mat e çmat“. Übersetzt von Robert Elsie).

### Romane
- Stinë jargavanësh. Bujku, Pristina 1995.

### Anthologien
- Lulet në ballkon. Antologji e poezisë më të re të Kosovës. Pristina 1982.
- Kafshimi i mollës. Antologji e poeteshave shqiptare të Kosovës. Pristina 1996.
- Take të larta. Antologji e shkrimtareve shqiptare. Pristina 2000.